# Titus Aelius Crescentianus
Titus Aelius Crescentianus war ein im 3. Jahrhundert n. Chr. lebender Angehöriger des römischen Ritterstandes (Eques).
Durch zwei Inschriften, die beim Kastell Inlăceni gefunden wurden, ist belegt, dass Crescentianus Präfekt der Cohors IIII Hispanorum war.

## Datierung
Die beiden Inschriften werden bei der Epigraphik-Datenbank Clauss-Slaby (EDCS) auf 222/235 datiert; die Datierung der Inschriften bei der Epigraphischen Datenbank Heidelberg (EDH) weicht davon ab.
Der ausgemeisselte Teil der Inschriften wird sowohl bei der EDCS als auch bei der EDH als ein Beiname der Cohors IIII Hispanorum angesehen. Bei der EDCS wird in beiden Fällen zu Severiana Alexandriana ergänzt, während die EDH zu equitata bzw. equitata Antoniniana ergänzt.